# Creyssac
Creyssac är en kommun i departementet Dordogne i regionen Nouvelle-Aquitaine i sydvästra Frankrike. Kommunen ligger i kantonen Montagrier som tillhör arrondissementet Périgueux. År 2022 hade Creyssac 104 invånare.

## Befolkningsutveckling
Antalet invånare i kommunen Creyssac
Referens:INSEE